# Ранда
Ранда — небольшой город в центральной части Джибути, в регионе Таджурах. Административный центр одноимённого района.
Город расположен вдоль шоссе № 1, в горной местности, на высоте 842 метров над уровнем моря.

## Климат
| Показатель                    | Янв. | Фев. | Март | Апр. | Май | Июнь | Июль | Авг. | Сен. | Окт. | Нояб. | Дек. |
| ----------------------------- | ---- | ---- | ---- | ---- | --- | ---- | ---- | ---- | ---- | ---- | ----- | ---- |
| Абсолютный максимум, °C       | 16   | 17   | 18   | 19   | 20  | 21   | 24   | 25   | 19   | 17   | 16    | 15   |
| Абсолютный минимум, °C        | 13   | 14   | 14   | 15   | 15  | 16   | 16   | 17   | 16   | 15   | 13    | 13   |
| Норма осадков, мм             | 30   | 35   | 32   | 32   | 30  | 15   | 10   | 10   | 21   | 25   | 30    | 30   |
| Источник: The Weather Channel |      |      |      |      |     |      |      |      |      |      |       |      |